# هنريك كلافنيس
هنريك كلافنيس هو سياسي نرويجي، ولد في 16 أبريل 1826، وتوفي في 15 أبريل 1888. انتخب عضو برلمان النرويج ‏ عن دائرة  خلال فترته النيابية ‏ (1874 – 1876) وانتخب عضو برلمان النرويج ‏ عن دائرة  خلال فترته النيابية ‏ (1871 – 1873).